# Aleš Cibulka
Aleš Cibulka (* 25. března 1977 Sokolov) je český televizní a rozhlasový moderátor a publicista.

## Kariéra
V roce 1992 začínal jako rozhlasový moderátor v karlovarském soukromém rádiu Diana. Dva roky působil v Televizi Nova, kde moderoval pořad Snídaně s Novou.
Od roku 1998, kdy ukončil svá studia na Vyšší odborné škole herecké, se stal spolupracovníkem a posléze i zaměstnancem České televize, kde moderoval pořad Dobré ráno s ČT. Rovněž s kolegyní Magdou Reifovou moderoval pro Českou televizi zeměpisnou soutěž pro děti Baťoh a společně s Ivanou Andrlovou a Zbyškem Pantůčkem účinkuje také v pořadu věnovaném českému jazyku O češtině.
Jeho hlas je známý z pořadů Dobré jitro s Českým rozhlasem, Host do domu a Tobogan, kde se poprvé objevil jako host 27. dubna 2002. Poté, co Yvonne Přenosilová jako jeho host pořadu Host do domu počátkem května 2006 řekla, že (tehdejší premiér) „pan Paroubek, jak říkám, si trošku hraje na Mussoliniho…“, byl z pořadu odvolán a mohl nadále moderovat již jen zábavný pořad Tobogan. 17. ledna 2015 uvedl 1000. díl, pro Aleše Cibulku to byl díl s pořadovým číslem 396. a 11 let s pořadem. 28. února 2015 Aleš Cibulka odvysílal svůj 400. díl. Od roku 2019 dostal postupně v rámci nové koncepce stanice Dvojka více prostoru. Vysílá pořady Nedělní kolotoč (se svým partnerem, českým hercem a dabérem Michalem Jagelkou), Dva na dvojce, Blízká setkání, Na červeném koberci, O češtině a další.
Dvakrát společně s Jiřinou Jiráskovou moderoval slavností vyhlašování cen TýTý. Každý rok moderuje dětskou soutěž Zlatý oříšek.
Kromě této činnosti působí i jako umělecký publicista, napsal celkem 3 knihy, z toho dvě životopisné knihy o české herečce Nataše Gollové a jednu knihu o Zdence Sulanové.
Po dlouhé známosti uzavřel v roce 2008 registrované partnerství s hercem a dabérem Michalem Jagelkou.
V České televizi moderoval také např. pořad Kolo plné hvězd, kam zval známé osobnosti, které si na „kole plném hvězd“ vytáčely zábavné scénky z různých pořadů.
Od roku 2012 moderoval na TV Barrandov každodenní soutěž Česká tajenka, kterou po něm převzal Vlasta Korec. Na TV Barrandov byl od roku 2013 také průvodcem talk show Sejdeme se na Cibulce. V roce 2017 uváděl soutěž Roztoč to!
Je patronem knihy básní Šedesát odstínů lásky, kterou vydal internetový magazín i60.
Dne 31. srpna 2014 se stal kmotrem rozhledny Cibulka, která stojí na Šibeničním vrchu u Oloví na Sokolovsku.

## Otakar Binar
V pondělí 23. srpna v jedenáct hodin Aleš Cibulka ve svých Blízkých setkáních poprvé uvedl, že je příbuzensky spřízněn s českým akademickým architektem Otakarem Binarem, který je bratranec tchyně Alešova bratra. Sám Aleš ho nazýval "strýčkem" a dosud této osobě vykal a nejspíše to bylo též jedno z prvních setkání těchto dvou osob. S Binarem vysílali rozhovor z Ještědu a před rozhovorem si slíbili tykání. Během poslední chvíle rozhovoru Cibulkovi Binar jako poslední větu řekl: "Jsem hrdý, že ses stal součástí našeho rodu, protože si Tě velice vážím".

## Knihy
- 2002: Nataša Gollová – život tropí hlouposti, ISBN 80-86631-00-1
- 2003: Nataša Gollová 2 – Černobílé vzpomínání, ISBN 80-86631-07-9
- 2005: Zdenka Sulanová – utajená hvězda, ISBN 80-86631-31-1
- 2010: O češtině 3, ISBN 978-80-7404-044-3
- 2011: Černobílé idoly i jiní, ISBN 978-80-7404-067-2
- 2012: Cibulka v pyžamu, ISBN 978-80-87654-01-9 (společně s Yvonou Žertovou)
- 2012: Černobílé idoly 2, ISBN 978-80-7404-091-7
- 2013: Televizní idoly, ISBN 978-80-74041-13-6 (společně s Tomášem Pilátem)
- 2014: Cibulka na Toboganu, ISBN 978-80-73884-36-9 (společně s Yvonou Žertovou)
- 2014: Černobílé idoly 3 - Rodinná alba a korespondence, ISBN 978-80-74041-26-6